# Alexandre Mikhaïlovski-Danilevski
Alexandre Ivanovitch Mikhailovski-Danilevski (en russe: Александр Иванович Михайловский-Данилевский; 8 septembre 1789 - 21 septembre 1848) était un lieutenant général russe, sénateur, écrivain militaire, historien et auteur de la première histoire officielle de la Guerre de 1812 (Campagne de Russie), écrite en quatre volumes sur les instructions de Nicolas Ier.

## Biographie

### Campagnes napoléoniennes
Le père d'Alexandre, Ivan Mikhailovsky-Danilevsky, était un médecin connu d'origine ukrainienne qui a étudié à l'Université de Göttingen et a brièvement travaillé en 1789 au ministère russe des Finances. Né en 1789, Alexander a étudié l'allemand à la Sankt-Petri-Schule, a rejoint la milice de Saint-Pétersbourg le 1er août 1812 et a été choisi par le maréchal Mikhaïl Koutouzov, comme adjudant, principalement pour la correspondance en français. Il a combattu dans la bataille de la Moskova et dans la bataille de Winkowo où il a été grièvement blessé.
En novembre 1813, Mikhailovski-Danilevski devient franc-maçon de premier ordre dans la loge de terrain russe Zum heiligen Georg à Francfort,.

### Aide de camp du Tsar
Après la guerre, en septembre 1814, Mikhaïlovski-Danilevski est membre de la délégation russe au Congrès de Vienne et le reste jusqu'à sa fin en juin 1815. En 1816, il est nommé aide de camp de l'empereur Alexandre Ier, et l'accompagne dans ses voyages vers le sud et la Russie jusqu'au congrès d'Aix-la-Chapelle.
Dans le même temps, de 1815 à 1820, Mikhaïlovski-Danilevski est le responsable de la bibliothèque de l'État-major général pour le compte du tsar et achète pour celle-ci plus de 3000 livres de sciences militaires dans toutes les langues européennes.

### En guerre
En 1829, il participe à la guerre russo-turque de 1828-1829 servant avec le grade de général de division sous le commandement du maréchal Hans Karl von Diebitsch. Il est grièvement blessé lors de la bataille de Grochów le 25 février 1830.

### Politicien
Le 6 décembre 1835, il est promu lieutenant général et le 9 décembre, il est nommé président du comité de censure militaire. En 1839, il devient sénateur et à ce titre, il est nommé membre du conseil de guerre, où il travaille aux réformes de l'armée jusqu'à la fin de sa vie. Il est aussi membre de l'Académie impériale des sciences en 1843.

### Historien
Par ordre, Mikhailovski-Danilevski écrit l'histoire de toutes les guerres auxquelles les troupes russes ont participé entre 1805 et 1814. Il écrit aussi des ouvrages biographiques d'Alexandre Ier et de ses contemporains. Une édition complète de ses œuvres a été publiée en 1843-1850. Ses écrits ont été traduits en plusieurs langues dont l'allemand et le suédois. Le plus connu pour les Suédois est sa Description de la guerre sur terre et sur mer 1808–09 (traduction suédoise de 1850). Cependant, ses informations ne sont pas toujours tout à fait correctes.

### Fin de vie
Il meurt en septembre 1848 lors de l'épidémie de choléra de Saint-Pétersbourg de 1847–1849. Il a été enterré à côté de sa femme (décédée en 1832) au Cimetière Tikhvine du Monastère Saint-Alexandre-Nevski, où leur tombe est conservée.

## Ouvrages
- Description de la guerre de Turquie de 1806 à 1812. Saint-Pétersbourg 1843 (4 vol.)
- Souvenirs des campagnes des années 1812-13. Saint-Pétersbourg 1834
- Réflexions sur la campagne de l'année 1813. Dorpat 1837
- Mémoires de la guerre de 1814–15. Dorpat 1838

### Publiés en français
- Alexandre Mikhaïlovski-Danilevski, Le passage de la Bérésina, Paris, impr. de Cosson, 1842, 259 p.
- Alexandre Mikhaïlovski-Danilevski, Relation de la campagne de 1805 (Austerlitz), par le lieutenant-général Mikhaïlovski-Danilevski,... traduite du russe par le général Léon Narischkine, Paris, S. Dumaine, 1846, 380 p.
- Alexandre Mikhaïlovski-Danilevski, Vie du feld-maréchal Koutouzoff, par le général Mikhaïlovsky-Danilevsky. Traduit du russe par A. Fizelier, St.-Pétersbourg, impr. du "Journal de Saint-Pétersbourg", 1850, 153 p.